# Christian Antze

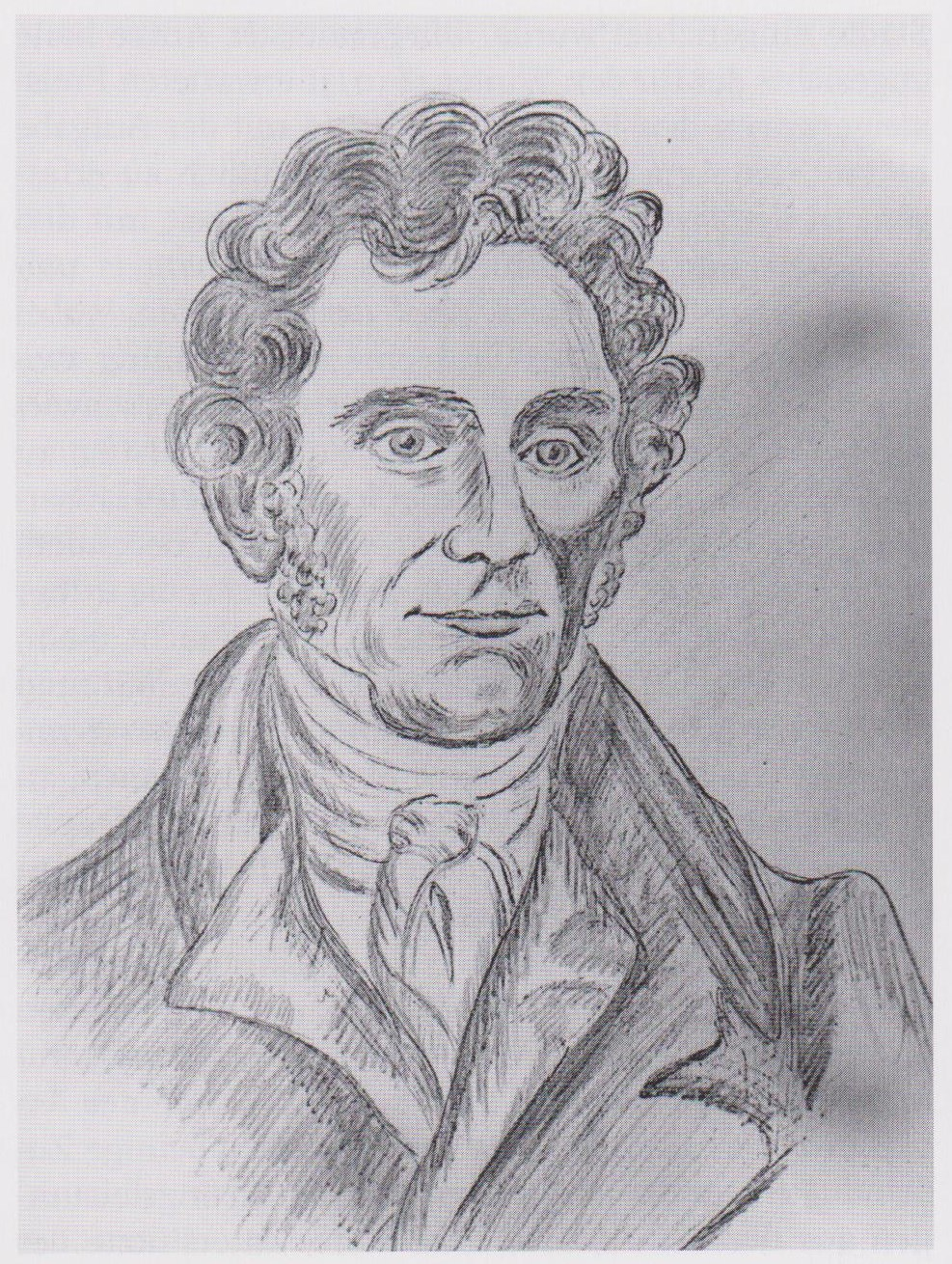
Christian Antze^{ Anm.}

Christian Antze (* 5. Juni 1775 in Blomberg; † 29. November 1845 in Salzuflen) war ein deutscher Jurist und Politiker. Von 1802 bis 1835 war er Bürgermeister der Stadt Salzuflen.

## Familie
Schon Antzes Urgroßvater, Cordt (Konrad) Antze, war Salzufler Bürger, der an der Salze ein Kaufgeschäft betrieb. Dessen Sohn Conrad war Weinhändler am Markt.
Antze wurde als ältestes von sieben Kindern des Blomberger Stadtsyndikus (Stadtrichter) Christian Diederich Antze (* 1. Mai 1741 in Lage; † 12. Juli 1795 in Salzuflen) und dessen Frau (⚭ 29. Mai 1774 in Hamm) Maria Margarethe, geb. Strücker (* Januar 1748 in Hamm; † 4. Februar 1811 in Salzuflen), geboren. Der Vater war 1776 als Sekretarius nach Salzuflen gekommen und hatte hier 1784 die aus dem Besitz der Familie von Exter stammende „Vogel'sche Erbstätte“ an der Ritterstraße erworben.
Christian Antzes Geschwister waren Justine Luise (1777–1780), Wilhelmine Florentine (1779–1779), Auguste Luise (1780–1807), August Diederich (* 1782), Wilhelm Konrad (Pfarrer in Talle, Blomberg und Lage) und Wilhelmine Karoline (* 1787).
Am 26. November 1803 heiratete Antze in Detmold Johanne Friederike Kellner (* August 1778; getauft am 28. August), Tochter des dortigen Rates Heinrich Jakob Kellner. Mit ihr hatte er fünf Kinder:
- Johanne Florentine Charlotte (* 14. August 1804; † 21. September 1804 in Salzuflen)
- Tochter, totgeboren (10. September 1806 in Salzuflen)
- Sohn, totgeboren (3. September 1807 in Salzuflen)
- Marie Mathilde (* 23. Juli 1810 in Salzuflen; ⚭ W. Hasse, mit ihm vier Kinder; † 8. November 1843)[2]
- Christian August (* 15. April 1813 in Salzuflen; † 20. Dezember 1895 in Varenholz), Amtsassessor

In zweiter Ehe war Antze mit der vom Gut Steinbeck stammenden Johanne Henriette Wilhelmine Kuntze (* 26. August 1791 in Unterwüsten; † 24. Mai 1874 in Salzuflen) verheiratet. Mit ihr hatte er sechs Kinder:
- Ida Christiane Marie Friederike (* 20. Mai 1821 in Salzuflen; † 1864 in Zwickau), ⚭ am 20. Oktober 1846 mit Gustav Grüne in Zwickau[3]
- Ida Elidia Franziska (* 5. Juni 1823 in Salzuflen; † 16. März 1899 (?) in Detmold)
- Hermann Georg (* 11. November 1825; † 13. November 1828 in Salzuflen)
- Wilhelm Julius (* 22. Januar (?) 1828 in Salzuflen; † 23. Oktober 1861 in Detmold), Fürstlich Lippischer Kabinettsekretär
- Auguste Luise (* 30. Juli 1830; † 28. November 1849 in Salzuflen)
- Emilie Wilhelmine „Minna“ (* 2. Juli 1834); sie besaß bis 1874 die „Vogel'sche Erbstätte“, den nach den neuen Besitzern benannte „Antzenhof“ an der Ritterstraße

Christian Antze starb am 29. November 1845 in Salzuflen an Altersschwäche.

„Todes=Anzeige. Salzuflen. Am 29ten November d. J., Morgens 10 Uhr, starb unser geliebter Gatte und Vater, der Rath Antze. Diese Anzeige widmen Verwandten, Freunden und Bekannten die trauernden Angehörigen. / Salzuflen, den 3ten Dec. 1845.“

Antzes Nachlass wurde dem Lippischen Landesarchiv überstellt.

## Leben
Antze, der als eine der herausragenden Persönlichkeiten Salzuflens des 19. Jahrhunderts gilt, ließ sich am 16. April 1793 in Jena immatrikulieren, später auch in Göttingen. Nach dem Jurastudium war Antze ab 1797 als lippischer Advokat und auch als Auditor (Untersuchungsrichter) beim Detmolder Kriminalgericht tätig. 1799 wurde er zum Syndikus und Sekretär der Stadt Salzuflen gewählt.
Dem jungen Antze ist es unter anderem zu verdanken, dass der Stadt Salzuflen im Jahr 1800 eine seit 1505 bestehende, jährlich an das Paderborner Domkapitel zu zahlende Verzinsung von 50 Goldgulden bzw. der geforderte Restbetrag in Höhe von 2066 Talern und 24 Groschen für einen durch Bernhard VII. getätigten Rentkauf gestundet wurde.

### Bürgermeister in Salzuflen
1802 wurde Antze zum Salzufler Bürgermeister gewählt.

Hier ließ er unter anderem zwei neue Beamtenstellen einrichten, die des Stadtrentmeisters (1806) und die des Stadtförsters (1807).
Im Jahr 1812 führte Antze die seit 1776 laufenden Verhandlungen zwischen der Stadt Salzuflen und der lippischen Regierung zur „Aufteilung des Lehenghölzes in der Woiste“ zu einem für beide Seiten befriedigendem Ende, die Grenze wurde endgültig festgelegt.
Ebenso sorgte Antze nach seinem Amtsantritt für die Beilegung des seit der Begradigung der Werre zwischen Salzuflen, Ahmsen, Biemsen und Werl in den Jahren 1772/73 andauernden Rechtsstreits mit der Detmolder Regierungskanzlei um die Zuzahlung von 1000 Talern durch die Stadt Salzuflen.
1831 erarbeitete Antze im Auftrag der lippischen Regierung den „Entwurf eines Statuts über die Verfassung der Stadt Salzuflen“. Er wies darauf hin, dass die bestehende Verfassung aus „ferner Vorzeit stamme und sich im Laufe der Jahrhunderte nach und nach verändert habe“, eine neue Verfassung unter anderem „Streitigkeiten über Gegenstände verhüten, unpassend gewordene Formen verändern und die Kenntniß der Verfassung sowohl den Mitgliedern des Magistrats als auch der Bürgerschaft erleichtern würde.“ – 1843, da war Antze schon acht Jahre nicht mehr im Amt, trat die Reform der Salzufler Stadtverfassung in Kraft.

### Hexenprozesse
Jahrelang drängte Antze die lippische Regierung und die Lemgoer Stadtverwaltung um Akteneinsicht: Sein Interesse galt der Geschichte der Hexenprozesse in der Grafschaft Lippe. Ihm ist es zu verdanken, dass die bis dahin verwahrlost und sehr verstreut herumliegenden Prozessakten zusammengeführt worden und so zahlreich erhalten geblieben sind.

So beschrieb er zum Beispiel einen Folterstuhl, mit dem die Angeklagten geständig gemacht werden sollten: 

„Der Folterstuhl (...) ist ein gewöhnlicher Stuhl von starkem Holze, mit niedriger Rückenlehne. An jedem der 4 Füße ist unten ein mit einem Loche versehener eiserner Winkel angebracht, so daß der Stuhl fest auf den Fußboden geschroben werden kann. An einer Seite der Rückenlehne und des Sitzrahmens befinden sich Pferdehaargurte, mittels welcher die Delinquenten auf dem Stuhle befestigt wurden. Die Hände wurden auf dem Rücken festgebunden, und dann die Daumenschrauben angesetzt. Der Sitz hat lang hervorstehende, spitze, hölzerne Stacheln, gleich den beiden Spanischen Stiefeln.“

### Beziehung zum Haus Lippe
Auch bei der Lippischen Regierung genoss Antze hohes Ansehen. So schrieb Fürstin Pauline am 7. Dezember 1808 einen persönlichen Brief an den „Lieben Herrn Rath“ zum Thema ‚Stadförster von Exter‘ und beendete denselben mit den Worten „Ich bin mit vieler Hochschätzung des Herrn Raths Dienstwilligste Paulina“.

## Mitgliedschaften
Christian Antze war unter anderem Mitglied des Naturwissenschaftlichen Vereins im Fürstenthum Lippe.
Am Lippischen Landtag wurde „der Rath Antze im Januar 1845 zum Ausschuß=Deputirten des zweiten Standes erwählt und von Senerissimo höchstlandesherrlich bestätigt“.

## Werke
Auswahl
- Gegenbeleuchtung, als Antwort auf die, von dem Fürstlich Lippischen Archivrath C. G. Clostermeyer, in den Druck gegebene, Kritische Beleuchtung der, von den Landständen des Fürstenthums Lippe, bey der hohen Deutschen Bundesversammlung, eingereichten, "Geschichtlichen und rechtlichen Darstellung (1819)

- Zahlreiche Veröffentlichungen zur Geschichte der Hexenprozesse in der Grafschaft Lippe (1835 bis 1839)

- Bericht über verschiedene im Fürstenthum Lippe entdeckte Germanische Begräbnisstätten, Nr. 1: In der Feldmark von Salzuflen (Lippisches Magazin 1838/1839)

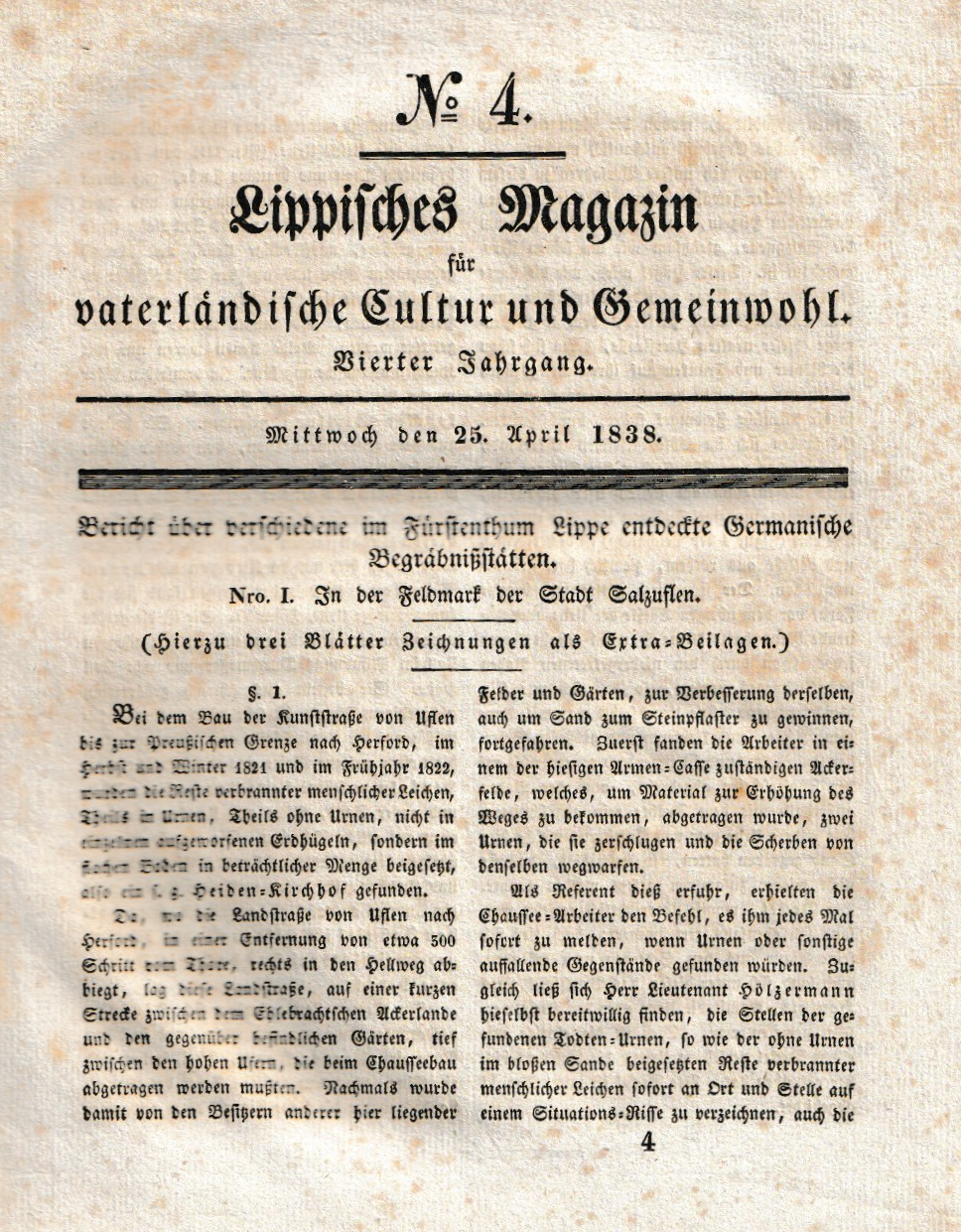
Bericht über verschiedene im Fürstenthum Lippe entdeckte Germanische Begräbnisstätten
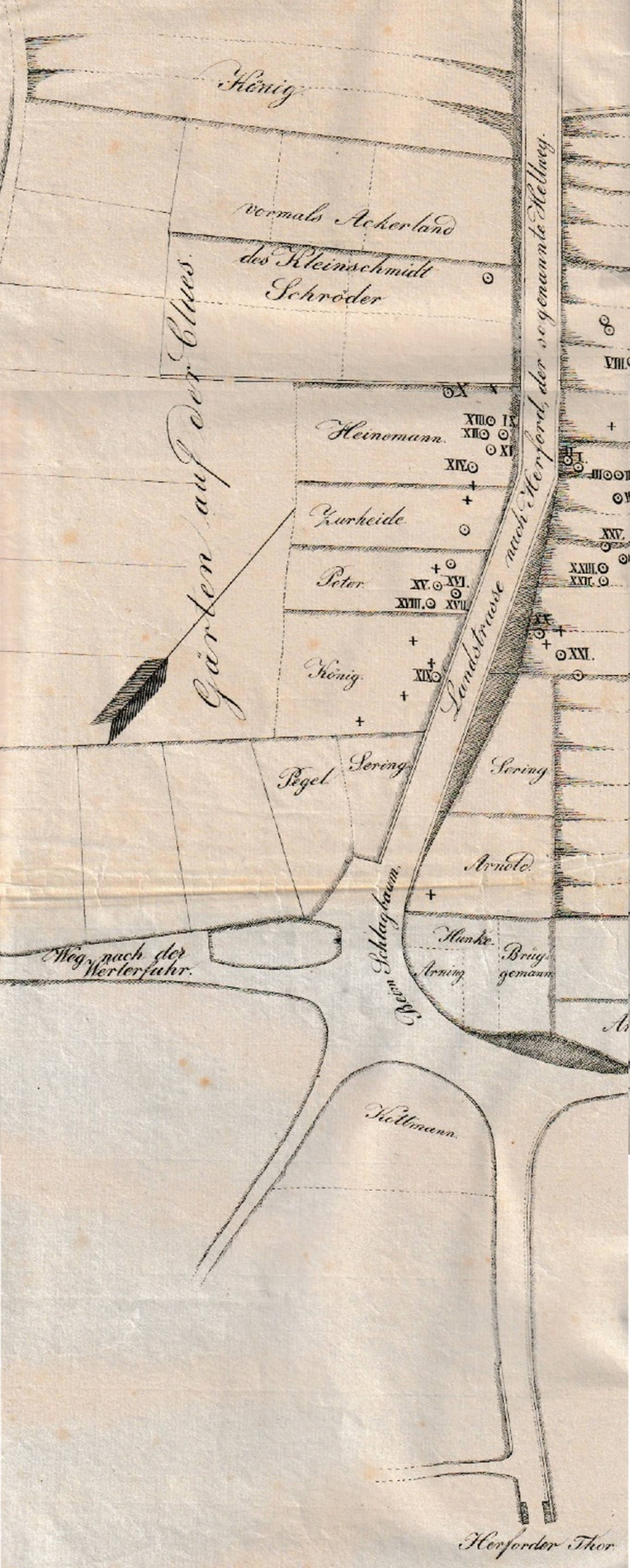
Lageplan der Fundstellen um die heutige Herforder Straße (+ Asche- und/oder Knochenfunde, ◎ Urnenfunde)
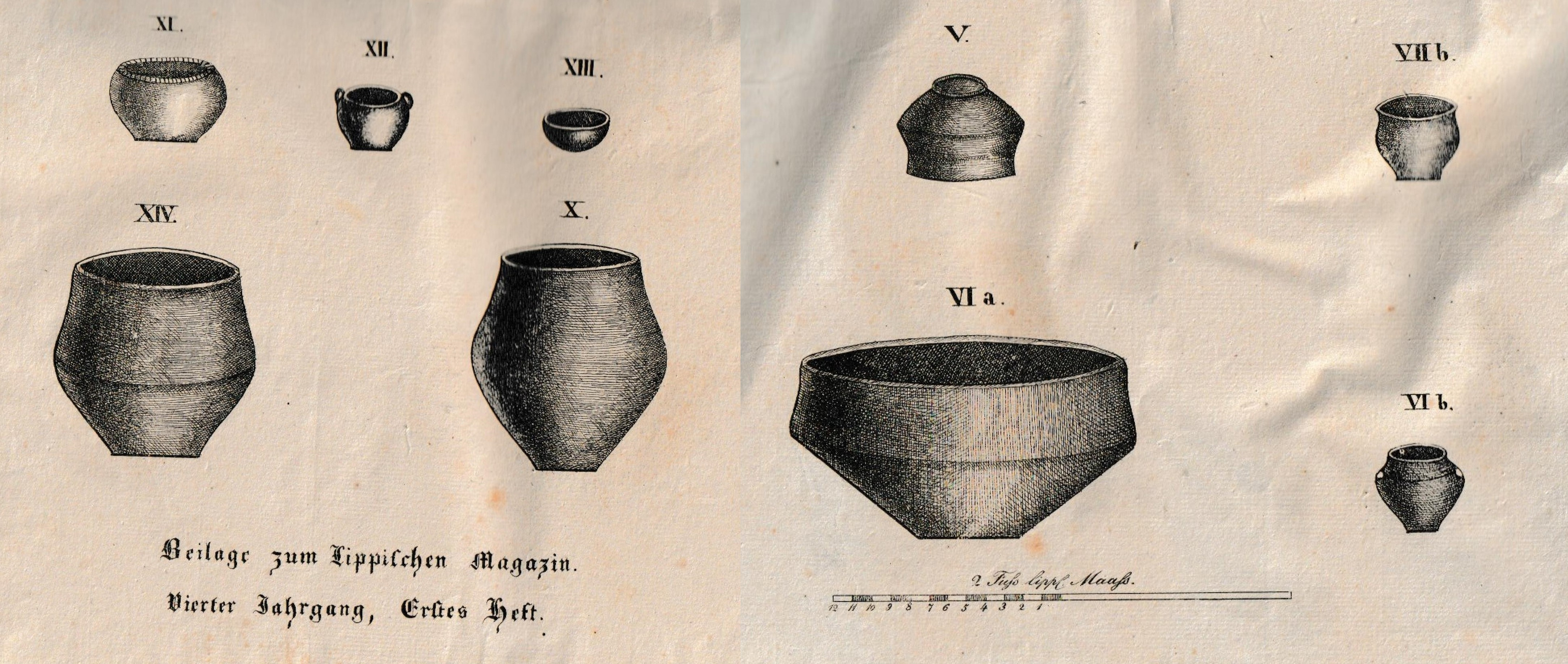
Zeichnungen einiger der gefundenen Bestattungsurnen

- Geschichtliche und statistische Nachrichten über die Saline in Salzuflen. (1841)

- Von den Ämter Barkhausen und Heerse, den dazu gehörenden Amtsmeiern, ein Beitrag zur Geschichte des Bauernstandes und der Untergerichte im Fürstentum Lippe

## Anmerkung
Das Porträt entstand aus einer qualitativ nicht guten Kreidezeichnung unter Hinzuziehung der markanten Gesichtszüge mehrerer Verwandter, besonders seines Neffen, des in Minden tätigen Garnisonspfarrers, Gustav Adolf Wilhelm Antze (1813–1873).